# Un rêve de Noël
Un rêve de Noël (Holiday Switch) est un téléfilm de Noël américain réalisé par Bert Kish.

## Fiche technique
- Réalisation : Bert Kish
- Scénario :
- Musique :
- Durée :
- Pays :  États-Unis
- Date : 2007

## Distribution
- Brent Anthony : Gary
- Brett Le Bourveau : Nick
- Ernesto Griffith : Reg Reeves
- Kristen Harris : Caroline
- Kristina Barr : Janine
- Nicole Eggert : Paula Ferguson
- Patricia Mayen-Salazar : Martina
- Stefanie von Pfetten : Sheila